# Спигел, Хендрик Лауренс
Хендрик Лауренсз Спигел (нидерл. Hendrik Laurensz Spiegel; 11 марта 1549, Амстердам — 4 января 1612, Алкмар) — нидерландский писатель, мыслитель и покровитель искусств, один из крупнейших деятелей раннего Возрождения.
Родился в семье богатого помещика и купца. Был основателем «De Eglantier», одной из так называемых «камер риторов». Его перу принадлежат работы «Hertspiegel», короткая пьеса «Numa» (о древнеримском царе Нуме); кроме того, он считается наиболее вероятным автором анонимной грамматики голландского языка «Twe-spraack vande Nederduitsche letterkunst» (1584). В 1589 году был вынужден заплатить большой штраф, так как получил назначение в совет Амстердамского адмиралтейства, но остался в Хорне и не занял пост. Был дважды женат. Скончался от ветрянки.
Его дочь Гертруи была замужем за известным коллекционером географических карт и пейзажных гравюр Лоренсом ван дер Хемом.